# 8 Kambarys
8 Kambarys è un duo musicale lituano formatosi nel 2015. È costituito dai rapper Karolis Talutis e Deividas Alejūnas.

## Storia del gruppo
8 Kambarys hanno pubblicato il loro album in studio d'esordio, intitolato Atlantida, nel marzo 2018. Il successo riscosso dall'LP ha fruttato al duo due nomination agli annuali M.A.M.A.. All'edizione successiva hanno conseguito due riconoscimenti, vincendo il premio all'interprete/gruppo hip hop dell'anno e quello alla canzone dell'anno con Ežero dugne. Panacėja ha regalato al duo il loro miglior piazzamento nella Albumų Top 100, debuttando in 2ª posizione.
Hanno ricevuto due ulteriori M.A.M.A., uno nel 2021 e l'altro nel 2023. Nel giugno 2023 è stato reso disponibile per il consumo il terzo disco, dal titolo Ramybė; il progetto ha esordito nella Albumų Top 100.

## Formazione
- Karolis Talutis – voce
- Deividas Alejūnas – voce

## Discografia

### Album in studio
- 2018 – Atlantida
- 2019 – Panacėja
- 2023 – Ramybė

### EP
- 2022 – Turbulencija

### Singoli
- 2017 – Tau taip atrodo (feat. Dynoro)
- 2017 – Savęs nebevaldau
- 2017 – Pasakyk man
- 2018 – Ieškau
- 2018 – Deginu save
- 2019 – Šių dienų herojus
- 2019 – Manęs nesužavėjai
- 2019 – Nesibaigianti vasara
- 2019 – Bėgant į šviesą
- 2020 – Jie viską žino apie mus
- 2020 – Fresh
- 2020 – Šiąnakt grįžtu
- 2020 – Rengeisi mano rūbais
- 2020 – Burtai
- 2021 – Kaip Minimum
- 2021 – Kaitra
- 2021 – Laisvė
- 2021 – OK
- 2022 – Niekada
- 2022 – Platūs džinsai (feat. Taddtheartist)
- 2023 – Dangus įkrito (con i Brainstorm)
- 2023 – Ji per gera
- 2024 – Toli
- 2024 – Leisk man bėgt
- 2024 – Sustok, įkvėpk